# Chung Nam-sik
Dans ce nom coréen, le nom de famille, Chung, précède le nom personnel.
Chung Nam-sik (coréen : 정남식) (né le 16 février 1917 à Gimje en Corée, et mort le 5 avril 2005 en Corée du Sud) est un footballeur international sud-coréen, qui évoluait au poste d'attaquant, avant de devenir entraîneur.

## Biographie

### Carrière de joueur

#### Carrière en sélection
Avec l'équipe de Corée du Sud, il joue entre 1946 et 1954. Il figure notamment dans le groupe des sélectionnés lors de la coupe du monde de 1954. Lors du mondial il dispute un match contre la Hongrie.
Il participe également aux JO de 1948. Lors du tournoi olympique il joue deux matchs : contre le Mexique et la Suède.